# Saint-Ouen-les-Vignes
Saint-Ouen-les-Vignes är en kommun i departementet Indre-et-Loire i regionen Centre-Val de Loire i de centrala delarna av Frankrike. Kommunen ligger i kantonen Amboise som tillhör arrondissementet Tours. År 2022 hade Saint-Ouen-les-Vignes 975 invånare.

## Befolkningsutveckling
Antalet invånare i kommunen Saint-Ouen-les-Vignes
Referens:INSEE